# Wielka Mięguszowiecka Ławka

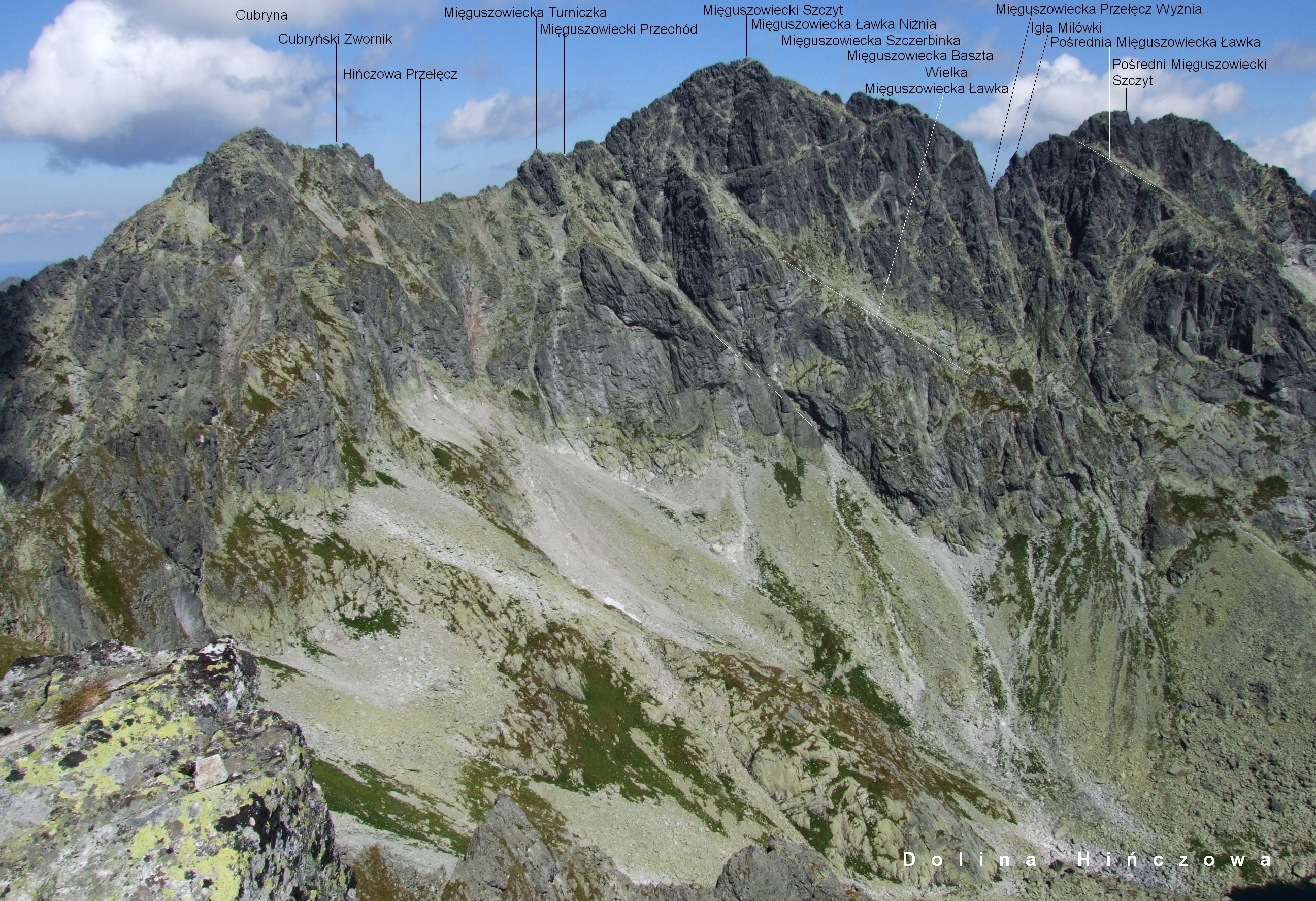
Widok z Koprowej Przełęczy

Wielka Mięguszowiecka Ławka – długi zachód skośnie przecinający południową ścianę Mięguszowieckiego Szczytu (2438 m) w słowackich Tatrach Wysokich. Ciągnie się od żlebu Mięguszowieckiej Przełęczy Wyżniej skośnie w lewo po Mięguszowiecki Balkon. Jest szeroki, piarżysto-trawiasty i niezbyt stromy.
Wielką Mięguszowiecką Ławką prowadzi kilka dróg wspinaczkowych. 
- odcinek Drogi po Głazach (z Przełęczy pod Chłopkiem na Mięguszowiecki Szczyt). I w skali tatrzańskiej, czas przejścia całej drogi 1 godz. 30 min[1].
- odcinek drogi Z Doliny Hińczowej na Mięguszowiecki Szczyt. Jest to najłatwiejsza droga na Mięguszowiecki Szczyt). W kilku miejscach I, czas przejścia 1 godz. 30 min[1].

Wielka Mięguszowieckia Ławka dzieli południową ścianę Mięguszowieckiego Szczytu na część górną i dolną. Jest punktem startowym dla wielu dróg w górnej części ściany i punktem końcowym dla nielicznych dróg w dolnej części tej ściany.
Autorem nazwy jest Władysław Cywiński. Na południowych ścianach Mięguszowieckich Szczytów są jeszcze dwa inne równoległe zachody: Niżnia Mięguszowiecka Ławka i Pośrednia Mięguszowiecka Ławka.